# Federazione pallavolistica del Messico
La Federazione messicana di pallavolo (spa. Federación Mexicana de Voleibol, FMVB) è un'organizzazione fondata per governare la pratica della pallavolo in Messico.
Organizza il campionato maschile e femminile, e pone sotto la propria egida la nazionale maschile e femminile.
Ha aderito alla FIVB nel 1955.